# Платонов Володимир Петрович
Платонов Володимир Петрович (19 серпня 1938, с. Миколо-Бабанка, Бобринецького району, Кіровоградської область, Україна — 11 жовтня 2023, м. Дніпро, Дніпропетровської області, Україна) — український журналіст, письменник, історіограф ракетобудування і космонавтики, сценарист, редактор, фотограф, художник. Написав понад 500 газетних і журнальних статей, 18 книг. Працював в Дніпрі на заводі Південмаш, в КБ «Південне», десять років очолював прес-центр Південмашу.
Автор книг «Олександр Поль: людина легенда», «Янгель», «Макаров», двотомник «Південне сузір'я», «Вершина духовного безсмертя», «Важко бути першим», «Старе. Нове. Вічне», телесеріалів «Ракети і долі», «Янгель», «Сходження до Кобзаря» та інших. Десять років був членом редколегії журналу
НАН «Світогляд» і оглядачем газети «Дзеркало тижня».

## Життєпис
Після закінчення середньої школи в селі Витязівка Бобринецького району став працювати на Південмаші учнем токаря. З 1957 по 1960 роки служив в армії на ракетному полігоні Тюратам (з 1961 р. космодром Байконур). Після демобілізації повернувся на завод.
Пять років (1974—1979) був редактором газети «Конструктор» КБ імені М.Янгеля, десять років (1986—1996) очолював прес-центр Південмашу.
Десять років був членом редколегії журналу НАН «Світогляд», оглядачем тижневика «Дзеркало тижня».
Освіта — чотири курси Дніпропетровського гірничого інституту
механічного факультету (нині технічний університет «Дніпровська
політехніка».

## Особисте життя
Дружина — Пашук Людмила Василівна.
Діти — Платонов Андрій Володимирович.

## Творчість
Автор більш як 500 газетних і журнальних статей, видав 18 книг, в яких
реалізував себе як письменник, художник, фотограф, дизайнер, художній редактор і головний редактор видання. Автор понад 150 значків, медалей,
меморіальних дошок, музейних експозицій на космодромах.
Більше сорока років Володимир Платонов займався кінотворчістю, брав участь у створенні документальних та науково-популярних фільмів. Серед його робіт «Ракети і долі», «Зоряний крок», «Легенда Південмашу», документальний десятисерійний фільм «Янгель», де він виступив автором сценарію та режисером — постановником. Крім фільмів про розвиток ракетно-космічної промисловості України, створив фільми «Сходження до Кобзаря» та «Ельбрус». Створив і був художнім керівником творчого об'єднання «Лад». За роботу по розвитку кіномистецтва був нагороджений мистецькою премією ім. Данила Сахненка.
Він був свідком і учасником епохальних звершень: від запуску першого у світі штучного супутника Землі (4 жовтня 1957 року) до першого пуску космічного носія «Дніпро» (21 квітня 1999 року), створенного на основі потужної ракети, відомої як SS-18(SATAN).

## Пам'ять
15 червня 2011 р. Міжнародний планетний центр присвоїв малій планеті 18285 ім'я VLADPLATONOV.

## Книги
- В.Платонов. Південне сузір'я. Кн.1. Головні та генеральні. (рос), 2008р, с.400, ISBN 978-966-8345-52-4
- В.Платонов. Південне сузір'я. Кн.2. Соратники. (рос), 2008р,
- В.Платонов. ЯНГЕЛЬ. Создатель оружия выживания. (рос), 2011р, с.528, ISBN 978-966-331-432-7
- В.Платонов. ЯНГЕЛЬ. Орбіти життя. (рос), 2012р, с.608, ISBN 978-966-348-285-9
- В.Платонов. МАКАРОВ. Художественно-документальная биография. К 100-летию со дня рождения А. М. Макарова. (рос), 2006р, с.304, ISBN 966-8345-34-7
- В.Платонов. СТАРЕ.НОВЕ.ВІЧНЕ. (рос), 2013р, с.368, ISBN 978-966-348-323-8
- В.Платонов. Важко бути першим.
- В.Платонов. Вершина духовного безсмертя. (укр), 2014р, с.224, ISBN 978-966-348-358-0

## Статті
- ДЗЕРКАЛО ТИЖНЯ. Статті автора Володимир Платонов